# Флавий Патриций
Флавий Юлий Патриций (на латински: Flavius Julius Patricius; Patriciolus; на гръцки: Πατρίκιος, † 471, Константинопол) е подимператор (цезар) на византийския император Лъв I от 469/ 470 до 471 г.

## Биография
Патриций е трети син на могъщия алански пълководец Аспар, който помага на Лъв през 457 г. да стане император. Затова Патриций става консул през 459 г. заедно със западноримския могъщ Рицимер.
Аспар като арианец няма шанс да стане император, затова се опитва чрез женитби на синовете си в императорската фамилия да ги направи наследници на трона. Патриций е сгоден с по-малката дъщеря на Лъв Леонция. Той стои в директна конкуренция със Зенон, който през 467 г. се жени за нейната по-стара сестра Ариадна. През 469 или 470 г. Патриций, под натиска на Аспар, е провъзгласен от Лъв за цезар. Поради несъгласието на църквата и цирковата партия, Патриций е задължен, като условие за женитбата с императорската дъщеря и бъдещ наследник на Лъв, да се откаже от арианската си вяра.
През 471 г. Аспар е свален от исаврийската фракция на двора и по заповед на императора в двореца в Константинопол нападнат и убит. В клането, според повечето източници, са убити и Патриций и по-стария му брат Ардабур. Други като Кандид казват, че Патриций може би тежко ранен е оживял.
Той не е идентичен с magister officiorum Патриций, който през 475 г. като любовник на вдовицата на Лъв Верина участва в смъкването на император Зенон. Леонция се омъжва още 471 г. за Флавий Маркиан, син на западноримския император Антемий.
Цезарската титла се предава на сина на Зенон Лъв II.